# Christian Jakob Salice-Contessa
Christian Jacob Salice-Contessa (* 21. Dezember 1767 in Hirschberg; † 11. September 1825 in Liebenthal bei Hirschberg) war ein schlesischer Großkaufmann, Kommunalpolitiker und romantischer Schriftsteller.

## Leben
Contessa entstammte einer reichen italienischen Patrizierfamilie, die aus Salò am Comersee nach dem damals österreichischen Schlesien um 1690 einwanderte. Seine Eltern waren der Leinwandgrossist aus Hirschberg Christian Salice-Contess (1736–1793) und dessen Ehefrau Johanna Elisabeth Mockwitz († 1801). Sein jüngerer Bruder Karl Wilhelm war ebenfalls Dichter.
Contessa besuchte in den Jahren 1782 bis 1784 das Jesuitengymnasium zu Breslau und ging dann in kaufmännische Lehre nach Hamburg. Im Jahre 1793 übernahm er das Familiengeschäft in Hirschberg. 1797 bildete er zusammen mit seinem Schulfreund Joseph von Zerboni di Sposetti einen revolutionären Geheimbund zur Bekämpfung der Korruption und Förderung der Tugend. Bei Friedrich Wilhelm II. angezeigt, erhielt er zusammen mit Zerboni eine Gefängnisstrafe, wurde jedoch schon 1798 von Friedrich Wilhelm III. begnadigt und entlassen. 1812 war er aktiv an den Vorbereitungen zum Befreiungskrieg beteiligt. Um diese Zeit kaufte er das säkularisierte Benediktinerinnen-Kloster und Gut Liebenthal unweit von Hirschberg. 1814, nach vieljähriger Tätigkeit als Vorsitzender der Stadtverordnetenversammlung in Hirschberg, wurde Contessa zum Kommerzienrat ernannt. Er starb 1825 auf seinem Gut Liebenthal und wurde in der dortigen Stiftskirche bestattet. Er heiratete am 20. Juni 1791 die Kaufmannstochter Johanna Helene Hedwig Galli († 4. November 1826), die einzige Tochter starb jung. Seine Witwe verkaufte das Kloster 1829 an den Rat des Städtchens, später wurde es eine katholische Mädchenschule.
In seinem Schaffen verwendete er oft Stoffe aus den schlesischen Sagen der Gegend um Hirschberg oder Motive aus der Geschichte. Seine Lyrik zeichnete sich durch große Emotionalität aus. Zugleich gilt er als Verfasser des ersten Sonetts in einem deutschen Dialekt.

## Werke
- Hermann von Hartenstein. Szenen aus dem Mittelalter, 1793
- Hedwig von Wolfsstein. 1794, Digitalisat
- Alfred, Historisches Schauspiel, 1809, Digitalisat
- Dramatische Spiele und Erzählungen, 1 – 2, 1812 – 1814, Band 1
- Der Lustgarten im Riesengebirge, 1823
- Der Freiherr und sein Neffe, 1824,  Digitalisat
- Gedichte von Christian Jacob Salice Contessa. Nach seinem Tode herausgegeben von Dr W. L. Schmidt, Digitalisat